# Campioni (film)
Campioni è un film del 2023 diretto da Bobby Farrelly.
Il film è il remake statunitense del film del 2018 Non ci resta che vincere di Javier Fesser.

## Trama
Marcus Marakovich, ex allenatore di pallacanestro, è costretto da un giudice ad allenare una squadra di atleti diversamente abili alle prime armi. All'inizio riluttante, l'uomo capisce che la squadra può andare molto più in là di quanto avesse mai sperato.

## Distribuzione
Il film è stato distribuito nelle sale cinematografiche statunitensi il 10 marzo 2023 e in quelle italiane italiane dal 31 maggio seguente.